# Saint-Bonnet-de-Chavagne
Saint-Bonnet-de-Chavagne este o comună în departamentul Isère din sud-estul Franței. În 2009 avea o populație de 630 de locuitori.

## Evoluția populației
| An        | 1975 | 1982 | 1990 | 1999 | 2006 | 2009 |
| --------- | ---- | ---- | ---- | ---- | ---- | ---- |
| Populație | 380  | 372  | 378  | 449  | 582  | 630  |